# Sumberdadi (Mantup)
Sumberdadi is een bestuurslaag in het regentschap Lamongan van de provincie Oost-Java, Indonesië. Sumberdadi telt 3851 inwoners (volkstelling 2010).